# Манжалій Еліна Георгіївна
Манжалій Еліна Георгіївна (нар. 15 березня 1975, м. Ніжин, Чернігівська область) — доктор медичних наук, Президент Української печінкової фундації (Ukranian Liver Foundation ULF), головний виконавчий директор Інституту глобального довголіття (CEO Global Longevity Institute), керівник гепатологічного центру клініки Verum Expert, член Американської (AASLD) та Європейської (EASL) асоціації з вивчення захворювань печінки, доцент кафедри пропедевтики внутрішньої медицини № 2 Національного медичного університету імені О. О. Богомольця, член комітету по освіті в спеціальній групі з вивчення фіброзу печінки AASLD.

## Життєпис
В 1999 р. закінчила медичний факультет Національного медичного університету імені О. О. Богомольця.
З 2000 по 2017 рр. працювала лікарем-гастроентерологом стаціонару та денного стаціонару КНП Консультативно-діагностичного центру Подільського району.
У 2004 та 2016 роках проходила стажування у Німеччині, у відділенні гастроентерології та трансплантології в університетській клініці м. Гайдельберга.
Під керівництвом професора Никули Тараса Денисовича у 2010 році захистила кандидатську дисертацію на тему: «Роль корекції психоневрологічних факторів у лікуванні пептичної дуоденальної виразки».
Під керівництвом професора Мойсеєнка В.О. у 2021 році захистила докторську дисертацію на тему: «Печінкова енцефалопатія: аспекти діагностики, клініко-лабораторні та психологічні особливості, оптимізація лікування». Є автором та співавтором 110 опублікованих наукових праць.
У 2016 році очолила Українську печінкову фундацію (Ukranian Liver Foundation ULF), яка допомагає людям із захворюваннями печінки, проводить освітню програму, організовує наукові конференції, проводить і сприяє науковим дослідженням, розробляє методи збільшення тривалості життя.
У 2018 році очолила медичне направлення міжнародного Інституту Глобального Довголіття (Global Longevity Institute), де під її керівництвом розробляються нові технології для збільшення тривалості життя та проводиться розробка науково-методичних основ ранньої діагностики, персоналізованої профілактики й реабілітації населення активних працездатних вікових груп (20-70 років), з метою підвищення їх функціональних резервів організму і забезпечення в найближчі роки їх тривалості життя в діапазоні 80-85 років.

## Нагороди
- Срібна медаль Міжнародної академії наук та вищої освіти
- Почесна відзнака орден «Медичний Олімп України»
- Почесна відзнака орден «Єдність і Слава»
- Фіналіст[5] міжнародного конкурсу успішних жінок MRS UNIVERSE 2020 [6] (в статусі Mrs Kyiv Universe[7])

## Наукові праці
- Liver and iron metabolism — a comprehensive hypothesis for the pathogenesis of genetic hemochromatosis. Z Gastroenterol
- Pathogenesis, diagnosis and treatment of hepatic encephalopathies in patients with liver cirrhosis
- The experience of paranteral nutrition in the treatment of liver insuffiency
- Morphological hepatic changes in rats while CCL(4) — induced cirrhosis and hepatic encephalopathy on background of treatment
- Increasing efficacy of treatment patients with steatohepatitis. Problems of aging and longevity
- Intestinal-borne dermatoses significantly improved by oral application of Escherichia coli Nissle 1917. World J Gastroenterol
- The dependence of the depression severity on the level of cytokines in patients with hepatic encephalopathy
- Optimization of modeling and diagnosis hepatic encephalopathy
- Treatment efficacy of a probiotic preparation for non-alcoholic steatohepatitis: A pilot trial. J Dig Dis
- Hepatic Encephalopathy Aggravated by Systemic Inflammation. Dig Dis
- Increasing efficacy of treatment in patients with steatohepatitis and concomitant chronic colitis
- The role of cytokines in the pathogenesis of hepatic encephalopathy. EAGEN-fit for the future in gastroenterology
- New approaches to the diagnosis and the symptomatic treatment of hepatic encephalopathy (HE)
- Improvement of the modeling and diagnosis of hepatic encephalopathy in rats
- The hepatobiliary disorderders in patients with IBD and their correction
- Efficacy of the obesity treatment with a probiotic, special diet and metabolic conditioning complex (MetCon)
- Reduction of weight and levels of noninvasive biomarker of liver apoptosis in patients with nonalcoholic fatty liver disease by lifestyle modification program during 6 months
- Вплив специфічного штаму E. coli Nissle 1917 на ефективність лікування печінкової енцефалопатії (Манжалій Е. Г. Український вісник медико-соціальної експертизи)
- Эффективность и переносимость Глиатилина в лечении печеночной энцефалопатии
- Роль фосфатидилхоліну в корекції гепатобіліарних розладів при захворюваннях кишечника
- Возможности применения препарата «Фосфоглив» в лечении стеатогепатита с сопутствующим хроническим колитом
- Досвід застосування препарату гепадіф у лікуванні печінкової енцефалопатії при хронічних захворюваннях печінки
- Сучасні трактування та підходи до діагностики та лікування хвороби Вільсона
- Дисбіоз кишечника та імунна модуляція у формуванні взаємозв'язків між захворюваннями печінки та серця: метод корекції
- Лікування шкірного свербежу при захворюваннях печінки
- Тромбоцитопенія при хронічних захворюваннях печінки
- Роль серотоніну в розвитку печінкової енцефалопатії
- Покращення моделювання та діагностики печінкової енцефалопатії у щурів
- Чи є зв'язок між нейропротектором холіну альфосцератом та біохімічними показниками за умов експериментального цирозу печінки?
- Досвід застосування парентерального харчування в лікуванні печінкової недостатності